# 705 Ермінія
705 Ермінія (705 Erminia) — астероїд головного поясу, відкритий 6 жовтня 1910 року.
Тіссеранів параметр щодо Юпітера — 3,137.